# Hristina Ruseva
Hristina Ruseva, coniugata Vučkova (in bulgaro Христина Русева Вучкова?; Sofia, 1º ottobre 1991), è una pallavolista bulgara, centrale del Fenerbahçe.

## Biografia
Nel 2019 sposa il cestista Ivajlo Vučkov.

## Carriera

### Club
La carriera di Hristina Ruseva inizia nel 2008, quando fa il suo esordio nel massimo campionato bulgaro con il CSKA Sofia: con la squadra della capitale bulgara resta per tre stagioni, vincendo due scudetti e una Coppa di Bulgaria.
Nella stagione 2011-12 viene ingaggiata dal club italiano del Bergamo, in Serie A1, con il quale vince la Supercoppa italiana, mentre in quella seguente si trasferisce in Azerbaigian, dove disputa la Superliqa con il Telekom Baku; nell'annata 2013-14 ritorna in Italia, nella neonata società della LJ di Modena, in Serie A1.
Nel campionato 2014-15 gioca nella Voleybol 1. Ligi turca con il Nilüfer, mentre nel campionato seguente torna al club di Baku. Nella stagione 2016-17 gioca nuovamente in Turchia, questa volta per il Galatasaray, dove resta per due annate passando quindi, per il campionato 2018-19, alle connazionali del Türk Hava Yolları, sempre nella massima divisione turca; termina anzitempo la stagione per una gravidanza. Torna in campo nel corso della stagione successiva, accettando la proposta delle campionesse di Bulgaria del Marica, in Superliga, con cui vince ancora uno scudetto.
Nella stagione 2020-21 difende i colori del PTT, ancora nella massima divisione turca, mentre nella stagione seguente fa ritorno in Italia, ingaggiata dall'Imoco, in Serie A1, con cui vince la Supercoppa italiana, la Coppa Italia e lo scudetto. Per il campionato 2022-23 si accasa al Beijing, nella Chinese Volleyball Super League; nel gennaio 2023, al termine degli impegni con la formazione cinese, torna nella massima divisione turca per il resto dell'annata, difendendo i colori del Fenerbahçe, con cui vince lo scudetto.
Dopo un'altra annata nella massima divisione cinese, ma con il Liaoning, approda poco dopo l'inizio della Pro Volleyball Federation 2024 alle Omaha Supernovas, con cui vince lo scudetto e viene inserita nella seconda squadra All-PVF. Nella stagione 2024-25 torna al Fenerbahçe, con cui vince la Supercoppa turca.

### Nazionale
Nel 2010 ottiene le prime convocazioni in nazionale, con la quale vince la medaglia d'argento all'European League 2010, seguita da un bronzo nell'edizione successiva; l'anno seguente si aggiudica la medaglia d'argento all'European League.
Nel 2013 giunge terza all'European League, mentre nel 2018 si aggiudica la medaglia d'oro all'European Golden League, insignita del premio di miglior centrale, e alla Volleyball Challenger Cup. Nel 2021 vince la medaglia d'oro all'European Golden League.

## Palmarès

### Club
- Campionato bulgaro: 3

2009-10, 2010-11, 2019-20
- Campionato italiano: 1

2021-22
- Campionato turco: 1

2022-23
- PVF: 1

2024
- Coppa di Bulgaria: 1

2010-11
- Coppa Italia: 1

2021-22
- Supercoppa italiana: 2

2011, 2021
- Supercoppa turca: 1

2024

### Nazionale (competizioni minori)
- European League 2010
- European League 2011
- European League 2012
- European League 2013
- European Golden League 2018
- Volleyball Challenger Cup 2018
- European Golden League 2021

### Premi individuali
- 2018 - European Golden League: Miglior centrale
- 2024 - Pro Volleyball Federation: All-PVF Second Team